# Quest Europe
Międzynarodowy Festiwal Kina Autorskiego „Quest Europe” – międzynarodowy festiwal filmowy w Zielonej Górze. Jego pierwsza edycja odbyła się w 2005 roku.
Organizatorem festiwalu jest Akademia Twórczych Poszukiwań Lubuska Szkoła Telewizji i Filmu i Lubuska Szkoła Fotografii w Zielonej Górze, pod patronatem Polskiego Instytutu Sztuki Filmowej.